# Port lotniczy Karszy
Port lotniczy Karszy − międzynarodowy port lotniczy położony w Karszy, w Uzbekistanie. 

## Linie lotnicze i połączenia
- Uzbekistan Airways (Andiżan, Moskwa-Domodiedowo, Taszkent)